# National Soccer League 1981
La National Soccer League 1981 fue la quinta temporada de la National Soccer League, la liga de fútbol profesional en Australia. Desde 1977, la Federación de Fútbol de Australia (FFA) estuvo al frente de la organización.
En este certamen se extendió el cupo a 16 clubes, siendo el Wollongong City FC y Preston Lions los admitidos. El campeón de esta edición fue nuevamente el Sydney City Soccer Club, por haber conseguido un total de 43 puntos; de esta manera, consiguió su segundo título de forma consecutiva y el tercero en toda su historia, después de disputar 4 torneos. Mientras que el Blacktown City FC fue relegado a la National Premier Leagues NSW.

## Equipos participantes
| Equipo                    | Ciudad     | Estadio                         |
| ------------------------- | ---------- | ------------------------------- |
| Sydney City Soccer Club   | Sydney     | Hensley Athletic Field          |
| Marconi Stallions         | Fairfield  | Marconi Stadium                 |
| Heidelberg United         | Melbourne  | Olympic Village                 |
| Adelaide City             | Adelaide   | Adelaide City Park              |
| APIA Leichhardt Tigers FC | Sydney     | Lambert Park                    |
| Sydney Olympic FC         | Sydney     | Belmore Sports Ground           |
| West Adelaide             | Adelaide   | Adelaide Shores Football Centre |
| Wollongong City FC        | Illawarra  | Wollongong Showground           |
| Footscray JUST            | Melbourne  | Schintler Reserve               |
| Brisbane Lions            | Brisbane   | Luxury Paints Stadium           |
| Brisbane City             | Queensland | Spencer Park                    |
| South Melbourne           | Melbourne  | Lakeside Stadium                |
| Blacktown City FC         | Blacktown  | Lily Homes Stadium              |
| Canberra City             | Canberra   | Canberra Stadium                |
| Newcastle KB United       | Newcastle  | International Sports Centre     |
| Preston Lions             | Melbourne  | Lions Stadium                   |

## Clasificación
| Posición              | Equipo                 | PJ | PG | PE | PP | GF | GC | GD  | Puntos |
| --------------------- | ---------------------- | -- | -- | -- | -- | -- | -- | --- | ------ |
| 1                     | Sydney City            | 30 | 19 | 5  | 6  | 59 | 30 | +29 | 43     |
| 2                     | South Melbourne FC     | 30 | 13 | 13 | 4  | 41 | 27 | +14 | 39     |
| 3                     | Brisbane City          | 30 | 12 | 11 | 7  | 37 | 25 | +12 | 35     |
| 4                     | APIA Leichhardt Tigers | 30 | 12 | 11 | 7  | 39 | 33 | +6  | 35     |
| 5                     | Canberra City          | 30 | 13 | 7  | 10 | 41 | 32 | +9  | 33     |
| 6                     | Brisbane Lions         | 30 | 11 | 11 | 8  | 41 | 33 | +8  | 33     |
| 7                     | Adelaide City          | 30 | 13 | 6  | 11 | 46 | 42 | +4  | 32     |
| 8                     | Heidelberg United      | 30 | 12 | 7  | 11 | 48 | 40 | +8  | 31     |
| 9                     | Sydney Olympic         | 30 | 11 | 9  | 10 | 46 | 46 | 0   | 31     |
| 10                    | Newcastle KB United    | 30 | 11 | 8  | 11 | 41 | 41 | 0   | 30     |
| 11                    | Wollongong City        | 30 | 8  | 12 | 10 | 35 | 39 | -4  | 28     |
| 12                    | Preston Lions FC       | 30 | 9  | 7  | 14 | 39 | 41 | -2  | 25     |
| 13                    | Footscray JUST         | 30 | 9  | 7  | 14 | 32 | 48 | -16 | 25     |
| 14                    | Marconi Fairfield      | 30 | 9  | 7  | 14 | 23 | 45 | -22 | 25     |
| 15                    | Blacktown City FC      | 30 | 6  | 9  | 15 | 32 | 47 | -15 | 21     |
| 16                    | West Adelaide          | 30 | 5  | 4  | 21 | 26 | 57 | -31 | 14     |
| Estadísticas finales. |                        |    |    |    |    |    |    |     |        |

| Nota: | Una victoria equivale a dos puntos y un empate a uno. |
|       |                                                       |
|       | Campeón de Australia.                                 |
|       | Equipo relegado a la National Premier Leagues NSW.    |

## Premios
- Jugador del año: Bobby Russell (Adelaide City)[4]
- Jugador del año categoría sub-21: David Mitchell (Adelaide City)[4]
- Goleador: Gary Cole (Heidelberg United – 16 goles)[4]
- Director técnico del año: Eddie Thomson (Sydney City)[4]